# Lilith (roman)
Lilith är en roman från 1895 av den skotske författaren George MacDonald. Den handlar om en man som hamnar i en annan värld där han träffar Adam och hans första hustru Lilith, och där målet är att få sova till världens slut.
Bokens allegoriska och mystiska innehåll är vida avhandlat. Exempelvis finns en diskussion kring huruvida "de sju dimensionernas region", som huvudpersonen hamnar i, är en anspelning på Jacob Böhmes kristna mystik eller Dante Alighieris Den gudomliga komedin.
Boken gavs ut på svenska 2006 i översättning av Arthur Isfelt.